# رامون کالدره
رامون کالدره (انگلیسی: Ramón Calderé؛ زادهٔ ۱۶ ژانویهٔ ۱۹۵۹) بازیکن فوتبال بازنشسته اهل اسپانیا که به عنوان هافبک بازی می‌کرد و در حال حاضر یک مدیر می‌باشد.
او بیشتر در باشگاه فوتبال بارسلونا بازی کرده‌است - بیش از ۱۵۰ بازی رسمی در چهار فصل لالیگا - و بعد از بازنشستگی به عنوان مربی به‌طور انحصاری در لیگ‌های پایین‌تر فعالیت حرفه‌ای گسترده‌ای داشت.